# Noctilio albiventris
Noctilio albiventris (en: Lesser bulldog bat) är en däggdjursart som beskrevs av Anselme Gaëtan Desmarest 1818. Noctilio albiventris ingår i släktet Noctilio och familjen harmunfladdermöss. IUCN kategoriserar arten globalt som livskraftig.
Inga underarter finns listade i Catalogue of Life. Wilson & Reeder (2005) skiljer mellan tre underarter.
Arten når en kroppslängd (huvud och bål) av 65 till 68 mm, en svanslängd av 13 till 16 mm och en vikt av 27 till 35 g. Pälsens färg är beroende på individ, kön, utbredningsområde och årstid. Färgen kan variera mellan mörkbrun, rödbrun, gulbrun och vitaktig. På ryggens mitt kan det finnas en ljusare strimma. Strimman är inte lika tydlig som hos Noctilio leporinus. Arten har smala spetsiga öron.
Denna fladdermus förekommer i Central- och Sydamerika från södra Mexiko till norra Argentina. Den lever i låglandet och i bergstrakter upp till 1100 meter över havet. Habitatet varierar men arten vistas alltid nära vattendrag eller nära andra vattenställen.
Individerna vilar i trädens håligheter, i den täta växtligheten eller i gömställen som skapades av människor. Vid viloplatsen bildas större flockar, ofta tillsammans med arter av släktet Molossus. Jakten sker på senare kvällen och under natten. Noctilio albiventris jagar insekter och ibland fiskar. I Mexiko sker parningen i november eller december och den enda ungen föds under sommaren.

## Bildgalleri

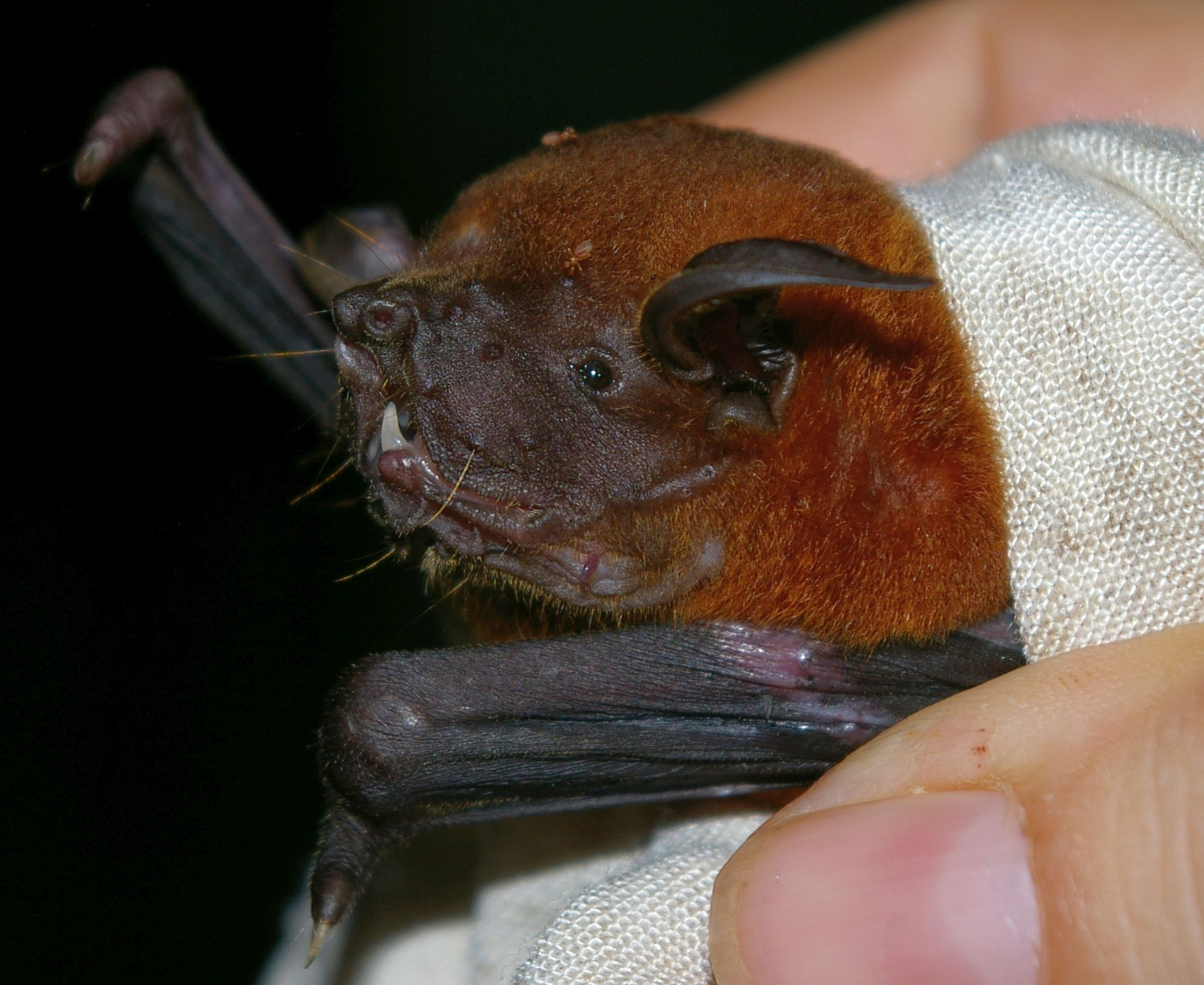